# Gilow-Łog
Gilow-Łog (ros. Гилёв-Лог) – wieś w Rosji, w Kraju Ałtajskim, w rejonie romanowskim. W 2010 liczyła 934 mieszkańców.